# Елдерволде
Елдерволде (нід. Eelderwolde) — село в нідерландській провінції Дренте. Входить до муніципалітету Тінарло.
Його площа становить 4,98 км², а населення станом на 2021 рік складало 2 970 осіб.
Перша згадка про населений пункт датується 1442 роком.